# سيد بروس
سيد بروس (بالإنجليزية: Sid Burrows) هو لاعب كرة قدم بريطاني، ولد في 27 أكتوبر 1964 في Antrim, County Antrim ‏ في المملكة المتحدة. لعب مع نادي كروسيدرز ونادي لينفيلد.